# 전북혁신도시
전북혁신도시는 전북특별자치도 전주시 덕진구 중동, 장동, 완주군 이서면 사이에 위치한 혁신도시다.

## 이전 기관
전주시
- 농촌진흥청 (중동)
  - 농업공학부
  - 농업위성센터
  - 농업과학관
  - 농업생명자원부
  - 농촌인적자원개발센터
- 국민연금공단 (만성동)
  - 기금운용본부
- 한국국토정보공사 (중동)
- 한국농수산대학교 (중동)
- 전북지방환경청 (중동)
- 전북개발공사 (장동)
- 한국출판문화산업진흥원 (장동)

완주군
- 한국국토정보공사 공간정보과학원 (용서리)
- 지방자치인재개발원 (반교리)
- 농촌진흥청 국립원예특작과학원 (반교리)
- 농촌진흥청 국립식량과학원 (갈산리)
- 한국식품연구원 (갈산리)
- 한국전기안전공사 (갈산리)

## 지역 공공기관
- 혁신파출소 (장동)
- 혁신동 주민센터 (장동)
- 전주장동우체국 (장동)
- 전북특별자치도 도시재생지원센터 (장동)
- 전북연구개발특구본부 (장동)

## 교육
- 초등학교
  - 전주만성초등학교 (중동)
  - 전주온빛초등학교 (장동)
  - 전주양현초등학교 (만성동)
- 중학교
  - 전주온빛중학교 (장동)
  - 전주양현중학교 (만성동)
  - 전주만성중학교 (중동)
- 고등학교
  - 양현고등학교 (장동)

## 주거
| 단지명                                 | 건설사                                               | 시행사           | 주소                     | 입주        | 비고                                             |
| -------------------------------------- | ---------------------------------------------------- | ---------------- | ------------------------ | ----------- | ------------------------------------------------ |
| 전북혁신도시 호반베르디움 더 클래스 I  | 호반건설                                             | 티에스리빙㈜     | 덕진구 출판로 87 (장동)  | 2014년 6월  |                                                  |
| 전북혁신도시 호반베르디움 더 클래스 II | 호반건설                                             | ㈜호반리빙       | 덕진구 오공로 100 (중동) | 2014년 9월  |                                                  |
| 전북혁신도시 호반베르디움 더 센트럴 I  | 호반건설 호반건설산업㈜                              | 호반건설산업㈜   | 덕진구 틀못1길 15 (장동) | 2016년 6월  |                                                  |
| 전북혁신도시 호반베르디움 더 센트럴 II | 호반건설 호반건설산업㈜                              | 호반건설산업㈜   | 덕진구 출판로 69 (장동)  | 2016년 6월  |                                                  |
| 전북혁신도시 호반베르디움              | 호반베르디움㈜                                       | ㈜죽헌개발       | 덕진구 오공로 71 (중동)  | 2013년 12월 |                                                  |
| 전북혁신도시 우미린 1단지              | 우미건설                                             | ㈜서령개발       | 덕진구 오공로 70 (중동)  | 2013년 12월 |                                                  |
| 전북혁신도시 우미린 2단지              | 우미건설                                             | (유)한백종합건설 | 덕진구 틀못4길 17 (장동) | 2013년 12월 |                                                  |
| 전주완주혁신도시 중흥 S-클래스         | 중흥토건㈜                                           | 다원개발㈜       | 덕진구 틀못3길 16 (장동) | 2016년 10월 |                                                  |
| 혁신 코오롱하늘채                      | 코오롱글로벌 옥성건설 (유)한백종합건설 ㈜화신 ㈜다우 | 전북개발공사     |                          | 2014년 6월  | 분양전환 '혁신도시 에코르 1단지'에서 단지명 변경 |
| 혁신도시 에코르 2단지                  | 금호산업 우미건설 ㈜한양 성우건설 ㈜삼부종합건설     | 전북개발공사     |                          | 2014년 7월  |                                                  |
| 혁신 금호어울림                        | 금호산업 ㈜흥건사 옥토건설㈜ ㈜합동건설              | 전북개발공사     |                          | 2015년 6월  | 분양전환 '혁신도시 에코르 3단지'에서 단지명 변경 |

## 교통
- 전북혁신도시 고속시외버스 정류장

## 문화
- 메가박스 전주혁신 (중동)
- 라온체육센터 (중동)
- 완주콩쥐팥쥐도서관 (갈산리)